# Gala Pin
Gala Pin Ferrando (Valencia, 22 de febrero de 1981) es una política y activista vecinal española, concejal del Ayuntamiento de Barcelona desde 2015 hasta 2019 dentro del Grupo Municipal de Barcelona en Comú. Fue responsable del distrito de Ciutat Vella y del área de gobierno de Participación y Distritos.

## Trayectoria
Vivió su infancia primero en Valencia y luego en Rocafort, en el vecino pueblo de Godella jugó a baloncesto desde los 12 años. 
Estudió en el Colegio Alemán de Valencia. No posee estudios superiores, habiendo cursado parte de la licenciatura de Filosofía. Especialista en comunicación digital, vinculada a la defensa de derechos y libertades en la red y activista ciudadana desde el movimiento vecinal contra los desahucios y contra de lo que se ha denominado “turismo depredador”.
Dejó Valencia para instalarse en 2003 en Barcelona, en el barrio de La Barceloneta, donde ha participado de la recuperación de la memoria cooperativa, la defensa de un puerto ciudadano y el movimiento contra el turismo depredador.
Desde 2008, está vinculada al trabajo por la defensa de los derechos y libertades en la red, y la implementación de prácticas de tecnopolítica y democracia digital formando parte del colectivo Exgae en defensa de la cultura libre. Ha trabajado de forma intermitente en el ámbito de la producción cultural, con trabajos flexibles que van desde el montaje de escenarios o la atención en salas de museos hasta la redacción, edición o traducción de textos.
Activista del movimiento 15M en Barcelona.
En 2012 entró en la Plataforma de Afectados por la Hipoteca (PAH) sumándose a la lucha contra los desahucios.
Formó parte del grupo impulsor de Guanyem Barcelona, ha sido una de sus portavoces, y en la candidatura de Barcelona en Comú a las elecciones municipales de mayo de 2015 ocupó el puesto número 7 de lista que finalmente salió ganadora.
Amiga y compañera en la lucha contra los desahucios, está considerada como una de las personas más próximas a la alcaldesa de Barcelona Ada Colau. Durante su primer discurso como alcaldesa, Ada Colau ha mencionado a Pin como ejemplo de una mujer luchadora en el barrio de La Barceloneta siguiendo la memoria de Emilia Llorca, una mujer histórica en la lucha vecinal.
Entre el cometido asignado en el Ayuntamiento de Barcelona está la dirección de Ciutat Vella, el distrito de Barcelona con mayor presión turística de la ciudad. Un distrito en el que Gala ha sido durante años activista vecinal en la Asociación de Vecinos de l'Òstia. Se ha posicionado en contra de la marina de lujo en el Puerto Viejo y en contra de la construcción del Hotel W.
En abril de 2019 anunció su renuncia a repetir como concejala asumiendo el puesto simbólico número 37 de la lista que encabeza Ada Colau en las elecciones municipales.
En marzo de 2021 salió a la luz la resolución del comité de ética del ayuntamiento que dictaba que durante su época como regidora había incumplido el código de ética del Ayuntamiento de Barcelona, al trabajar a subsalida por un sueldo de 1500 euros en una entidad subvencionada por el Ayuntamiento. El caso no se judicializó y Gala Pin, al conocerse la resolución, renunció al trabajo y se incorporó a las filas del paro.
Más tarde, retomó la actividad profesional como autónoma en el ámbito de la consultoría vinculada a la tecnología y los derechos humanos. En ese ámbito trabajó también para Oxfam Intermon. 
Desde 2006 ha colaborado con diversos medios de comunicación principalmente locales.
En 2023, tras la creación exprés de la candidatura de Sumar para las elecciones generales celebradas el 23 de julio, decidió retomar su actividad política y ocupó el tercer puesto en las listas de dicha formación por Barcelona.